# Мехди Мохаггег
Мехди Мохаггег (перс. مهدی محقق) (род. 30 января 1930, Мешхед) — писатель, исламский правовед, историк исламской медицины, основатель Шиитской энциклопедии, член попечительского совета Фонда исламской энциклопедии, постоянный член Академии персидского языка и литературы. 

## Биография
Мехди Мохаггег родился 30 января 1930 года в Мешхеде в  семье выходцев из Дамгана. Его отцом был Хадж Шейх Аббас Али Мохаггаг Хорасани, а дедом — мулла Баман Али Мохаггаг Дамгани. В 1938 году он переехал в Тегеран, где поступил в 1944 году в духовную семинарию, получив звание муджтахида. Он преуспел в получении степени иджтихад, который ему присудили аятолла Мохаммад Хосейн Кашеф аль-Гата и аятолла Мохаммад Таги Хансари.
В 1948 г. поступил в Тегеранский университет, в котором в 1958 г. защитил докторскую диссертацию по теологии, а в 1959 г. получил докторскую степень по персидскому языку и литературе. До этого он девять лет преподавал в средних школах Тегерана, одновременно возглавляя последние три года отдел рукописей Национальной библиотеки культуры. В 1961 году был приглашен в Школу восточных и африканских исследований Лондонского университета, где преподавал два года. В 1966 - 1982 годах читал различные курсы на кафедрах персидского и арабского языков, на кафедре восточной литературы, а также параллельно на кафедре философии и социальных наук на факультете социологии Тегеранского университета. В 1965—1968, 1976—1978 и 1981—1982 гг. преподавал исламскую философию, теологию и гносеологию в Университете Макгилла в Канаде. В 1968 году основал филиал Института исламских исследований этого университета в Тегеране, результатом чего стала публикация сборников «Цепь развития иранской науки» и «История науки в исламе».. В 1974 году был избран президентом Ассоциации преподавателей персидского языка и литературы. В том же году в качестве члена Попечительского совета начал сотрудничество в публикации и переводах трудов иранских шиитских ученых с Иранской императорской академией философии, возглавляемой Сейидом Хусейном Насром.  Затем, по приглашению Оксфордского университета, Мехди Мохаггег читал лекции по истории медицины в мусульманских странах. 
После Исламской революции он был назначен деканом Колледжа в Дамаванде, в 1982 году основал «Организацию шиитского знания», в 1983 году возглавил «Фонд мусульманской книги» и вошел в состав его Попечительского совета. После ухода из Тегеранского университета, преподавал и руководил написанием диссертаций в университетах Мешхеда, Исфахана, университете Имама Садыка, университете Аль-Захра, университете Тарбиат Модарес и Тарбиат Моалем, а также в Исламском университете Азад в Карадже.. В 2011 году читал лекцию в Москве о Насире Хосрове. Женат на дочери посла Ирана в России в 1950-х годах.

## Членство в научных обществах и группах в Иране
· член и глава Ассоциации преподавателей персидского языка и литературы
· член Попечительского совета Философской ассоциации Ирана
· член Попечительского совета и исполнительный директор Фонда исламской энциклопедии в 1983 году
· руководитель группы философии и теологии в Фонде исламских исследований
· постоянный член Академии персидского языка и литературы
· аффилированный член Академии медицинских наук (группа исламской медицины)
· член Ученого совета Центра Большой исламской энциклопедии
· руководитель группы исследований исламской медицины, Министерство здравоохранения в 1996 году
· член Ученого совета Исследовательского института истории науки

## Членство в международных научных сообществах
· Международное общество истории медицины в Лондоне
· Международное общество философии средних веков в Мадриде
· Академия арабского языка, Египет
· Академия исламских наук, Индия
· Академия арабского языка в Дамаске
· Академия исламских наук и исламской цивилизации, Иордания
· Международное общество истории науки и арабской и исламской философии в Париже
· Редакционная коллегия Института исмаилитских исследований в Лондоне

## Премии и награды
· получение благодарственной грамоты «За лучшую книгу» за составление книги «Философа Рея» о Мухаммаде ибн Закарии Рази, книга 1970 года
· получение благодарственной грамоты и награды «За лучшую книгу года» за редакцию книги «Мофтах ат-Теб» и перевод её на персидский и английский языки в 1990 году
· получение благодарственной грамоты и награды «За лучшую книгу» Двенадцатого фестиваля Харазми за написание книги по истории и этике медицины в исламе и Иране в 1998 году
· Человек года-2001 в рамках проекта «Вечные имена»
· получение звания «Заслуженный профессор исламской философии» Международного института исламской мысли и цивилизации Куала-Лумпура, Малайзия, в 1993 году
· получение Ордена знаний второй степени, 2000 год
· получение Ордена персидской литературы первой степени, 2003 год
· обладатель научной премии Алламе Табатабаи Фонда национальной элиты Ирана 2011 года
· обладатель премии Фонда Альборз как лучший ученый в 2014 году
· Церемония награждения Фондом национальной элиты остана Тегеран с участием научных и культурных деятелей страны, их учениками и выдающимися достижениями, 2017 год.

## Ученики
· Али Мусави Гарморуди
· Баха-уд-Дин Хоррамшахи
· Камран Фани
· Аббас Махйар
· Бехруз Серватйан

## Сочинения и редактура
Его произведения включают в себя авторские произведения, переводы, редакторскую работу и сборники до восьмидесяти статей, до ста тридцати статей, переведенных с персидского на арабский язык и более чем тридцать пять статей на английском языке. Эти статьи были опубликованы в иранских университетских и научных журналах, а также в научных журналах Великобритании, Франции, США, Италии, Нидерландов, Турции, Египта, Иордании, Ливана, Сирии, Афганистана, Пакистана и Индии. Некоторые примеры его произведений:

### По персидскому языку и литературе
- Арабская грамматика и декламация в трех томах, составители Мехди Мохаггаг и Сейед Джафар Шахиди (Научное издательство, 1956)
- Чтение, грамматика и история персидской литературы, составители Мехди Мохаггаг, Саид Нафиси и другие (Научное издательство, 1959)
- Тафсир «Кашф аль-Асрар и Ада аль-Абрар», Рашид-ад-Дин Мейбоди, восьмой том
- Аспекты Корана, Хубайш Тафлиси (введение, исправление и комментарий)
- Язык божественного откровения (введение и исправление)
- Арамнаме, сборник научных и литературных статей, посвященный профессору Ахмаду Араму
- Аштарнаме, Аттар (введение, исправление и комментарий)
- пятнадцать стихотворений Насира Хосрова (со сносками, введением и комментариями)
- анализ стихотворений Насира Хосрова
- Незамнаме-е сиасат, Низам-аль-Мульк Туси (исправление и комментарий)
- диван газелей и рубаи Фатахи Нишабури
- Воспоминания Адиба Нишабури
- Доклад первого научного собрания Ассоциации преподавателей персидского языка и литературы
- Хомаинаме
- Начало английского языка, или изучающий язык в традиционном Иране (включая английские слова с персидскими и арабскими эквивалентами), Мотамед-од-Доуле Фархад Мирза, Мехди Мохаггаг (Тегеран, 2006 год)
- Культура, лексика, содержание и интерпретации дивана Насира Хосрова в двух томах
- диван Насира Хосрова (критические замечания со списком и введением)
- Полное описание дивана Насира Хосрова, первый том
- Полное описание дивана Насира Хосрова, второй том
- Описание тридцати касыд Насира Хосрова
- Введение в литературу, Джарулла Замахшари

#### По исламской догматике и исламской философии
- Философская биография Закарии Рази
- Комментарий к двадцати пяти введениям Ибн Маймуна, Абу Абдулла Табризи
- Философ Рея, Мухаммад ибн Закария Рази
- Вопросы и ответы, вопросы Абу Рейхана аль-Бируни и ответы Абу Али ибн Сины
- Возникновение мира — с опорой на доводы знатоков прошлого, упорядоченные по временному признаку, шейх Абу Али ибн Сина
- Объяснение догматики Ишрага Сухраварди, Кутб-уд-Дин Ширази
- Описание системы догматики, мулла Хади Сабзевари, раздел общественных дел, форма и содержание, с персидским и английским введением и словарем философских терминов Томихико Идзуцу и Мехди Мохаггага
- Комментарий Мирзы Мехди Аштиани к описанию системы догматики под редакцией Абдульджавада Фалатури и Мехди Мохаггага
- Книга Аль-Кабасат, Мирдамад, при содействии Мехди Мохаггага
- английский перевод «Описания системы догматики» Сабзевари, раздел общественных дел, форма и содержание, выполненный Мехди Мохаггагом и Тосихико Идзуцу
- Объяснение богословия из книги «Исцеление», мулла Мехди Нараги
- Описание системы догматики, Сабзевари, раздел богословия в узком смысле, с введением на персидском и английском языках и словарем философских терминов
- Анализ книги «Духовная медицина» Мухаммада ибн Закария Рази на арабском, персидском и английском языках
- Логика и исследование выражений, при участии профессора Тосихико Идзуцу и Мехди Мохаггага
- Сборник лекций и статей по исламской философии и мистицизму Мехди Мохаггага и Германа Ландлетта
- Тысяча пятьсот заметок по лексике, литературе, истории, философии, богословию и истории науки

##### По истории исламской медицины
- Сомнения относительно Галена, с исправлением и введением, на арабском, английском и персидском языках
- Бостан аль-Атба и Раудат аль-Алба, ибн Мутран, перевод и краткое изложение
- Ат-Тасриф ламан аджаз ат-Талиф, Абульгасем Захрави, перевед Мехди Мохаггага и Ахмада Арама
- Воспоминание (в области медицины и фармакологии), Сейед Исмаил Горгани (с исправлением)
- Письмо Абу Рейхана в библиографическом списке ар-Рази, перевод на персидский язык
- Библиографический список ар-Рази и названия книг Бируни по Абу Рейхану Бируни и аль-Мушата Ларсала, список Абу Исхака Газанфара Табризи (с исправлениями, переводами и комментариями)
- Введение в Медицинскую энциклопедию ислама и Ирана (Алфавитный указатель медицинских и фармакологических терминов)
- Ибн Хинду, врач и философ Табаристана, и его книга «Мофтах ат-Теб» с введением в медицинскую науку в исламе и Иране
- Мофтах ат-Теб и Минхадж ат-Талаб, Ибн Хинду, при содействии Мехди Мохаггага и профессора Мохаммада Таги Данешпажуха, краткое изложение, персидский и английский перевод, список медицинских терминов
- Трактат Ханина ибн Исхака Али ибн Яхья о произведениях, переведенных Галеном, персидский перевод и введение на английском и персидском языках
- Сборник текстов и статей по истории и этике медицины в Иране и исламе
- Духовная медицина, ар-Рази, краткое изложение и перевод

###### По исламской теологии
- Исмаилиты, составитель Мехди Мохаггаг, издательство «Асатир»
- Первые статьи в учениях и избраниях, шейх Муфид
- Одиннадцатая глава алламе аль-Хили, с его объяснением пользы дня Хашр в объяснении одиннадцатой главы, Микдад бин Абдуллах ас-Суйури, и «Мифтах аль-Баб» Абу аль-Фатх бин Махдум Аль-Хусайни
- Аль-Арабшахи, при содействи Мехди Мохаггага
- Книга преобразований, Абу Хатим Рази

###### По исламскому праву
- Система основ исламского права, Шамс аль-Улама Гариб Гаркани
- Маалем аль-Усуль, Шахид Сани
- Заповеди и отрывки из книги «Маалим ад-Дин ва Малаз аль-Муджтахидин», Шахид Сани, а также словарь терминов и их английские эквиваленты

###### В других областях
- Чистые науки с начала периода правления Сефевидов до основания Дар-оль-Фонун, составитель Мехди Мохаггаг
- Мофахарнаме, Мехди Мохаггаг, при содействии Хамиде Хаджази
- Описательный указатель публикаций Института исламских исследований Тегеранского университета — Университета Макгилла
- Проект составления шиитской энциклопедии
- Шииты в хадисах других авторов
- Третья часть двадцать речей или отчетов о научных путешествиях, написанных Мехди Мохаггагом

###### Повторное издание произведений
Философские работы Мехди Мохагега были переизданы в Иране следующими организациями:
- перепубликация работы Мехди Мохаггага на сайте Консорциума национального контента
- перепубликация работы Мехди Мохаггага на сайте Института культуры и информации Тебйан
- перепубликация работы Мехди Мохаггага на сайте Центра Большой исламской энциклопедии

###### Воззрения
- Я доволен своим прошлым, ведь мое прошлое принесло мне добро и благо, как в материальном, так и в научном плане.
- Когда мы по невежеству и глупости отвернулись от нашей богатой культуры и загнали наше блестящее научное наследие в изоляцию, где мы и находимся до сих пор, жители Запада с бдительностью и полным пониманием изучали арабский язык, чтобы они смогли обрести это славное наследие, вырвать его из наших рук и присвоить себе его преимущества и выгоды.[6]
- Способные люди всегда движутся в сердце истории и в потоке истории, и в зависимости от своих знаний и способностей, в коллективном подходе, они развязывают узел проблем.[6]